# تعليم سيئ (فلم 2019)
تعليم سيئ (بالإنجليزية: Bad Education) فيلم دراما أمريكي 2019 من إخراج كوري فينلي وتأليف مايك ماكوسكي. يستند إلى القصة الحقيقية لأكبر اختلاس من المدارس العامة في التاريخ الأمريكي. يضم طاقم الممثلين هيو جاكمان وأليسون جاني وجيرالدين فيسواناثان وأليكس. تدور أحداث الفيلم في قرية روزلين في لونج آيلاند في أوائل العقد الأول من القرن الحادي والعشرين، ويحكي الفيلم قصة مدير المنطقة التعليمية والمدير المساعد، اللذان سرقا ملايين الدولارات من المدارس العامة. التقى كاتب السيناريو، ماكوفسكي، بتاسوني لفترة وجيزة عندما كان طفلاً قبل اندلاع الفضيحة وحضر مدرسة روسلين الثانوية في أواخر العقد الأول من القرن الحادي والعشرين.
صدر الفيلم لأول مرة في 8 سبتمبر 2019 في مهرجان تورنتو السينمائي الدولي، وصدر على «اتش بي اوه HBO»  في 25 أبريل 2020. نال الفيلم استحسانًا من قبل نقاد السينما، مع إشادة خاصة بسيناريو ماكوسكي وإخراج فينلي وتمثيل جاكمان وجاني. ظهر الفيلم في حفل توزيع جوائز إيمي برايم تايم الإثنين والسبعين، وحصل على جائزة أفضل فيلم تلفزيوني وترشح لأفضل ممثل رئيسي لجاكمان.

## طاقم التمثيل
- هيو جاكمان: في دور فرانك تاسون
- أليسون جاني: في دور بام جلوكين
- جيرالدين فيسواناثان: في دور راشيل بهارجافا
- أليكس وولف: في دور نيك فليشمان
- رافائيل كاسال: في دور كايل كونتريراس
- ستيفن سبينيلا: في دور توم توجيرو
- أنالي أشفورد: في دور جيني أكويلا
- راي رومانو: في دور بيج بوب سبايسر
- هاري ديلون: في دور ديفيد بهارجافا
- جيريمي تشاموس: في دور فيل ميتزجر
- ستيفاني كورتسوبا: في دور كارول شفايتزر
- كاثرين كيرتن: في دور جودي شابيرو
- كاثرين ناردوتشي: في دور شارون كاتز
- راي أبروزو: في دور هوارد جلوكين
- كايلي كارتر: في دور آمبر ماكاردان
- جيمي تاترو: في دور جيم بوي مكاردن
- بات هيلي: في دور المدعي العام
- لاري رومانو: في دور ابن العم لاري

## أحداث الفيلم
تبدأ أحداث الفيلم في عام 2002، والدكتور فرانك تاسوني مشرفًا على منطقة مدارس «روزالين يونيون فري»، في لونغ آيلاند، حيث يشرف فرانك ومساعدته بام جلوكين على التحسينات الرئيسية في المنطقة، حيث أصبحت مدرسة روزالين هي المدرسة العامة الرابعة في البلاد. يحفز أداء المدرسة الاقتصاد المحلي، ويحصد رئيس مجلس إدارة المدرسة المكافآت وأيضًا السمسار العقاري بوب سبايسر. يدعي فرانك، المحبوب من قبل الطلاب وأولياء الأمور، ‘نه فقد زوجته منذ عدة سنوات. يحضر فرانك مؤتمر في لاس فيغاس، وتبدأ علاقة غرامية بينه وبين تلميذته السابقة كايل كونتريراس.
تقوم المراسلة الصحفية الطالبة راشيل بهارجافا بكتابة مقالاً لصحيفة مدرسة روزلين حول ممر جوي تخطط المدرسة لتشييده، ويشجعها فرانك بلا مبالاة على التعامل مع مقالها كما يفعل أي صحفي رفيع المستوى. تحقق راشيل في المشروع، الأمر الذي أثار استياء بام، وتلاحظ راشيل وجود مخالفات مالية. تسلم بام بطاقة مالية إلى ابنة أختها جيني التي تعمل كاتبة المنطقة. يستخدم ابن بام البطاقة للتسوق بمبلغ آلاف الدولارات لمواد البناء لتجديد المنزل، يقوم بتنبيهه قريبه بوب الذي يعمل في المتجر. يواجه بوب ومجلس المدرسة بام، مدركين أنها اختلست ما لا يقل عن 250 ألف دولار من أموال دافعي الضرائب. يقنعهم فرانك بالتعامل مع الأمر بهدوء، ويوضح لهم عواقب فضيحة عامة على المدرسة والمجتمع، ويوافق الجميع على إخفاء الاختلاس وإجبار بام على دفع تعويضات والاستقالة. يعلن مجلس الإدارة تقاعد بام المفاجئ. يقنع فرانك مدقق المنطقة فيل ميتزجر بتزوير السجلات المالية، ويعينه كبديل مؤقت لبام، كما ينقل جيني إلى منطقة أقل وضوحًا، مهددًا بفضح إساءة استخدامها للأموال عندما تحاول توريطه.
تواصل راشيل تحقيقاتها، وتكتشف أدلة على الاختلاس في شكل أوامر توريد لم يتم الوفاء بها، ودفع رسوم استشارية ضخمة لشركات غير معروفة، وتكتشف أيضًا مصروفًا سنويًا قدره 803000 دولار يتسلمها زوج بام تاجر السيارات لصالح شركة «ورلدباور تك». تدرك راشيل أن هذه الشركة هي واجهة أنشأها فرانك، المتآمر المشارك في الاختلاس. يحذر فرانك لاحقًا راشيل من التداعيات المحتملة لكشف القصة.
يخبر فيل رئيسه فرانك بالنفقات المشبوهة مثل: استخدام فرانك أموال المنطقة لتذاكر الدرجة الأولى ليسافر هو وكايل إلى لندن. يهدد فرانك بإلقاء اللوم مباشرة على فيل لفشله في كشف مخطط بام والمشاركة في التستر. يوافق فيل على التزام الصمت، لكن راشيل تنشر قصتها في الجريدة المدرسية، وتكشف عن دور فرانك الرئيسي في الاختلاس. يستمر فرانك في الإصرارًا على إنه تصرف لصالح المدرسة، يناشد فرانك بوب ألا يؤكد الفضيحة حتى تتم الموافقة على ميزانية المدرسة، لكن بوب ومجلس المدرسة يبلغوا عن كل شيء بالكامل.
تعتقل السلطات بام وجيني وفيل، وتوافق بام على الشهادة ضد فرانك وتسليم الأدلة على مخططاتهم عندما تهددها السلطات بمقاضاة عائلتها. يكشف توم حياة فرانك الثانية مع كايل، وتصبح راشيل رئيسة تحرير الصحيفة المدرسية. يستقيل فرانك، ويهرب إلى نيفادا بعشرات الآلاف من الدولارات، ولكن يتم القبض عليه في النهاية وإعادته إلى نيويورك وإدانته.
تكشف الخاتمة أن فرانك أدين باختلاس 2.2 مليون دولار وحُكم عليه بالسجن من 4 إلى 12 عامًا، ويحكم على بام، التي تقر بارتكاب جريمة اختلاس 4.3 مليون دولار وتشهد ضد فرانك، بالسجن لمدة تتراوح بين 3 و 9 سنوات. كانت تلك أكبر سرقة مدرسية في التاريخ الأمريكي، تم اختلاس ما مجموعه 11 مليون دولار.

## الدقة التاريخية
ذكرت ربيكا رومبوم، إحدى طالبتين في مدرسة روزلين اللتين كشفتا قصة فضيحة الإختلاس في عام 2004، أن نظيرتها السينمائية راشيل بهارجافا «تقوم بتحقيقات استقصائية أكثر بقليل مما فعلت». إعترض فرانك تاسون على الحبكة الفرعية المتعلقة بعلاقته مع طالبة سابقة، وقال: «لم يسبق لي مطلقًا، خلال 36 عامًا من حياتي المهنية في التعليم، أن أقوم بعلاقة مع طالبة أو مع شخص تخرج».

## استقبال الفيلم
حصل الفيلم على تقييم قدره 93% على موقع تجميع آراء النقاد الطماطم الفاسدة، وذلك بناء على آراء 138 ناقدًا، وحصل على متوسط نقاط 79 من أصل 100، استنادًا إلى 29 ناقداً وذلك على موقع ميتاكريتك، وكانت التعليقات إيجابية بشكل عام. وصف بيتر ترافرز من رولينج ستون عمل جاكمان بأنه «أفضل أداء مهني من نجم سينمائي بعمق ممثل حقيقي» ووصف السيناريو بأنه «ذكي ومفصل بشكل شيطاني». اختار بن كينيجسبيرج من صحيفة نيويورك تايمز الفيلم باعتباره اختيار الناقد للنشر وأشاد بتأليف فينلي، وحوار ماكوسكي، وأداء جاكمان الجذاب القاتم. أشاد ديفيد إيرليش من «اندي واير» بنص ماكوسكي باعتباره «درسًا متقنًا محسوبًا جيدًا في الاقتصاد السردي». قارن جيك كويل من وكالة أسوشيتد برس نغمة الفيلم وقصته بشكل إيجابي مع انتخاب ألكسندر باين عام 1999. تحدث فرانك تاسوني بإعجاب عن أداء جاكمان وجاني. وأشار إلى أن جاكمان «قام بعمل جيد جدًا في التمثيل معي، خاصةً في النهاية، عندما خرجت من السجن وأرى ما خسرته».

## الجوائز
حصل الفيلم على جائزة الفيلم التلفزيوني الرائع ضمن جوائز برايم تايم ايمي لكل من: فريد بيرجر وكارولين جاكزكو وبريان كافانو جونز وجوليا ليبيديف وليونيد ليبيديف ومايك ماكوسكي وأورين موفيرمان وإدي فايسمان.

## وصلات خارجية
- مقالات تستعمل روابط فنية بلا صلة مع ويكي بيانات